# Pitkäkari (ö i Finland, Egentliga Finland, lat 60,73, long 21,35)
Pitkäkari är en ö i Finland. Den ligger i Skärgårdshavet och i kommunen Nystad i landskapet Egentliga Finland, i den sydvästra delen av landet. Ön ligger omkring 59 kilometer nordväst om Åbo och omkring 210 kilometer väster om Helsingfors.
Öns area är 11,3 hektar och dess största längd är 0,5 kilometer i öst-västlig riktning. I omgivningarna runt Pitkäkari växer i huvudsak barrskog.